# Пылин, Николай Петрович
Николай Петрович Пылин (25 мая 1934, Студенка, Саратовский край — 2001, Студенка, Саратовская область) — передовик советского сельского хозяйства, тракторист совхоза «Студёновский» Турковского района Саратовской области, Герой Социалистического Труда (1973).

## Биография
Родился в 1934 году в селе Студенка, ныне Турковского района Саратовской области в русской крестьянской семье. Являлся младшим ребёнком в многодетной семье. Отец — Петр Васильевич, и старший брат — Василий погибли в годы Великой Отечественной войны. Мать — Ирина Андреевна, тяжело заболев, умерла, когда мальчику исполнилось 9 лет. После окончания обучения в 4 классе, Николай оставил школу и устроился подпаском у старшего брата. В 1945 году, завершив обучение на курсах механизаторов и после прохождения службы в армии, вернулся в родное село и стал работать в совхозе «Студёновский».
В 1958 году Николай Петрович женился. В семье родились двое сыновей: Александр и Виктор. Весной на вспашке вместо 12-ти гектаров по норме вырабатывал 36-40 гектаров пашни. На протяжении нескольких лет являлся передовым механизатором. По итогам работы в седьмой семилетке награждён орденом Трудового Красного Знамени.
За большие успехи, достигнутые во Всесоюзном социалистическом соревновании, и проявленную трудовую доблесть в выполнении принятых обязательств по увеличению производства и продажи государству зерна и других продуктов земледелия в 1973 году, Указом Президиума Верховного Совета СССР от 7 декабря 1973 года Николаю Петровичу Пылину было присвоено звание Героя Социалистического Труда с вручением ордена Ленина и золотой медали «Серп и Молот».
В дальнейшем продолжал трудовую деятельность, показывал высокие результаты в труде. Участвовал в выставке достижений народного хозяйства. Последние 10 лет до ухода на пенсию трудился заведующим машинно-тракторной мастерской.
Проживал в родном селе Студенка Саратовской области. Умер в 2001 году.

## Награды
За трудовые успехи удостоен:
- золотая звезда «Серп и Молот» (07.12.1973),
- орден Ленина (07.12.1973),
- Орден Трудового Красного Знамени (23.06.1966),
- медали ВДНХ (1974, 1975)
- другие медали.